# Херберт Блумер
Херберт Џорџ Блумер (енгл. Herbert George Blumer; 7.3.1900 – 13.4.1987.) је био амерички социолог чији су основни научни интереси били симболички интеракционизам и методи социолошког истраживања. Био је посвећени заговорник и тумач рада Џорџ Херберт Мида о симболичком интеракционизму. Временом, постао је водећи симболички интеракциониста свог времена. Написао је и књигу Симболички интеракционизам, која је позната као манифест овог правца. Текућа тема током његовог рада, била је та да је тврдио да је стварање друштвене стварности континуиран процес. Блумер је највише био провераван због својих негативних критика позитивистичких друштвених истраживања.

## Лични живот
Блумер је рођен 7. марта 1900. године у Сент Луису, у Мисурију. Одрастао је у Вебстер Грувсу, Мисурију, са својим родитељима. Преселио се у Вебстер Грувс са својим родитељима на фарму 1905. године, али је његов отац сваког дана ишао у Сент Луис да би водио бизнис прављења кабинета. Блумер је ишао у средњу школу у Вебстер Грувсу, а касније у Универзитет Мисурија од 1918. до 1922. Херберт Блумер је стално био у свету економије и рада, толико, да је напустио средњу школу да би помагао оцу са послом. Штавише, током лета, Блумер је радио да би могао да плати своје факултетско образовање. Док је студирао као апсолвент на Универзитету Мисурија, Блумер је имао среће да ради са Чарлсом Едвудом, социологом, и Максом Мејером, психологом.
Након дипломирања, Блумер је обезбедио себи место предавача на Универзитету Мисурија. Недуго после, 1925. године, пребачен је у Универзитет Чикага, универзитет у ком је био под великим утицајем социјалног психолога Џорџ Херберт Мида и социолога В. И. Томаса и Роберт Парк. По одбрани доктората 1928., прихватио је посао предавача на Универзитету у Чикагу, где је наставио своја истраживања са Џорџ Мидом и постао очаран истраживањем интеракција између људи и света. Блумер је предавао у овој институцији од 1927. до 1952.
Блумер је био секретарни благајник Америчког социолошког удружења у периоду 1930 –1935. и био је уредник Америчког социолошког часописа у периоду 1941—1952. Пребацио се 1952. године са Универзитета у Чикагу и председавао и развио новоформирану социологију на Универзитету у Калифорнији, Берклију. Током Другог светског рата, он је имао улогу арбитра за националну индустрију челика. Блумер је именован као главни на катедри за социологију на Универзитету Калифорније у Берклију, то је положај који је задржао до пензионисања 1967. године. Године 1952. постао је председник Америчког социолошког удружења и добио је награду удружења за каријеру истакнуте стипендије 1983. године. Блумер је био 46. председник Америчког социолошког удружења и његова председничка адреса је била његов рад „'Социолошка анализа' и 'Променљиве'“. Са титулом заслуженог професора до 1986. године, Блумер је наставио да буде активан у писању и истраживању све до мало пре његове смрти 13. априла 1987.

### Професионална фудбалска каријера
Током већег периода који је Блумер провео на Универзитету у Чикагу, од 1925. до 1933., укључујући све оне године када је завршавао докторат, Блумер је професионално играо фудбал за Чикаго Кардинале (сада су то Аризона Кардинали), тим у америчком професионалном фудбалском удружењу које ће касније постати НФЛ. Блумер је играо као крајњи, бек и низ других позиција. Током прве године свог доктората, постигао је два тачдауна за Кардинале. У току ове сезоне, Кардинали су освојили шампионат лиге – мада ова победа остаје контроверзна, због дисквалификације Потсвил Марунса, тима са бољим резултатом. Блумер је 1929. одабран у тим са професионалцима.

## Интелектуални допринос

### Симболички интеракционизам
Иако је Блумер измислио термин симболичка интеракција 1931. године, Блумер је играо кључну улогу у одржавању традиције симболичког интеракционизма живим укључивањем га у његовим предавањима на Универзитету у Чикагу. Блумер је представио своје чланке о симболичком интеракционизму у једном обиму у којем је конципирао симболичку интеракцију у три главне тачке:
- Људи се односе према стварима (укључујући и појединце) на основу значења које имају за њих.[3][17]
  - Постоји посебан нагласак на свести актера док спроводе своје поступке .
  - Важно је да се схвати да смисао или вредност једног објекта за неку особу може да се разликује од личности – социолози не би требало да своде људске акције на друштвена правила и норме.
  - Блумер наглашава ову тачку због страха да субјективни смисао наших активности, може бити у сенци норми и правила друштва.
- Значај ствари произилази из социјалних интеракција које појединац има са својим пријатељима.[3]
  - Значај нечега је друштвени производ, тако да није својствен стварима.
- Значај се контролише, и модификује, у зависности од процеса тумачења које особа користи при суочавању са стварима на које наиђе.[2][3][17][18][19]
  - Значај се види као низ тумачивих акција које актер спроводи.
  - Актер даје објекту значење, поступа на основу ових значења, а потом понови значења која га воде за даље акције.
  - Глумац има интерни разговор са самим собом да одреди значења, посебно када наилази на нешто необично.[3]

Блумер је веровао да оно што ствара друштво су људи који ступају у социјалне интеракције. Тада следи да друштвена реалност постоји само у контексту људског искуства. Његова теорија симболичке интеракције, неки тврде, је ближа теоријском оквиру (на основу значаја значења и интеракција између појединаца) него прихватљивој теорији.
Према Блумеровој теорији интеракција између појединаца заснива се на аутономној акцији, која је заузврат заснована на субјективом значењу које актери додељују друштвеним објектима и/или симболима. Тако поједини актери регулишу своје понашање на основу значења које придају објектима и симболима у релевантним ситуацијама. Блумер је изнео теорију да је додељивање значења објектима текући, двоструки процес. Први корак је идентификација објеката који имају ситуациони значај. Други корак је процес интерне комуникације да би се одлучило ком значајном објекту да одговоримо. Узимајући у обзир и да су други подједнако аутономни, појединци користе своја субјективно изведена тумачења осталих (као социјалних објеката) да би предвидели исходе одређених понашања, и користе такав предвидљиви увид да би доносили одлуке о сопственом понашању у нади да постигну свој циљ. Стога, када постоји консензус између појединих актера о значењу објеката који чине њихову ситуацију, настаје социјална координација. Друштвене структуре су одређене акцијом индивидуалних актера исто као што оне одређују акцију тих индивидуа. На основу овога, Блумер је веровао да друштво постоји само као скуп потенцијала, или идеја које би људи могли да користе у будућности.
Овај комплекс интеракција између значења, објеката и понашања, Блумер наглашава, је јединствено људски процес јер захтева одговоре понашања на основу тумачења симбола, а не одговоре понашања на основу стимуланса животне средине. Како је друштвени живот „течан и договорен процес,“ да би разумели једни друге, људи морају да се суштински укључе у симболичке интеракције. Блумер је критиковао савремене друштвене науке свог времена, јер уместо да примењују симболички интеракционизам оне су изводиле лоше закључке о људима, сводећи људске одлуке на друштвени притисак, као што су друштвене позиције и улоге. Блумер је више био посвећен психичком интеракциоинизму који сматра да значења симбола нису универзална, већ субјективна и да су „закачена“ на симболе и пријемника у зависности од тога како одлучи да га тумачи.

### Блумерове три врсте објеката
Значај мишљења симболичким интеракционистама је показан кроз њихове ставове о објектима. Блумер је дефинисао објекте као ствари „тамо негде“ у свету. Другим речима, различити објекти имају различита значења у зависности од појединца.
- Физички (столица, дрво)
- Социјални (ученик, мајка, пријатељ)
- Апстрактни (идеје или морални принципи)[5]

### Принципи симболичког интеракционизма
- Људи су у стању да мисле.
- Овај капацитет размишљања обиликује социјална интеракција.
- Учимо значења и симболе кроз социјалну интеракцију, вежбајући људски капацитет размишљања.
- Ова значења и симболи представљају основу за препознатљиве људске акције и интеракције.
- Модификација значења и симбола јављају се када се тумачи ситуација.
- Људска способност модификације је последица способности интеракције са самим собом.
- Однос акције и интеракције чини друштва и групе.[5]

## Методолошки доприноси социологије
Према Херберт Блумеру, највалидније и најпожељније социјално истраживање се спроводи кроз квалитативне, етнографске методологије. Упорно је критиковао идеју да је једини облик ваљаног знања изведен кроз потпуно објективну перспективу. Блумер је веровао да теоретски и методолошки приступи изучавања људског понашања морају схватати људе као размишљајуће, актере и интерагујуће индивидуе и такође да искористе људима познат, друштвено створен, и већ упознат свет. Како ово директно оспорава мисаони процес традиционалног, на позитивизму заснованог приступа социолошког метода, више полемика окружује Блумеров социолошки приступ емпријиском истраживању.
Блумер је веровао да када се позитивистички методи примене на социолошко истраживање, да они стварају резултате за које емпиријске реалности друштвеног света нису знале. Због разлога што се људи понашају према субјективном значењу ствари које доделе различитим објектима (симболички интеракционизам), појединци изграђују светове који су наследно субјективни. Да би истраживач истински разумео социолошки феономен, Блумер је тврдио, да треба да схвати субјективне интерпретације стварности њиховог субјекта.
Пратећи ову логику, Блумер одбацује друштвена истраживања која слепо примењују методе које се традиционално користе у природним наукама. Таква квантитативна, објективна анализа, тврдио је он, не признаје разлику између животиња и људи – конкретно разлику у когнитивној способности да свесно забави мишљења и да примени значења на објекте, што омогућава људима да преузму активну улогу у обликовању свог света. Пошто се друштво састоји од интеракције између појединаца или „заједничким акцијама/трансакцијама“, једина емпријиска реалност је она која произилази из људске интеракције. Због тога, контекстуално разумевање људског деловања је суштинско за важеће социјално истраживање.
Стога се Блумер залагао за социолошко истраживање које симпатетички и субјективно обухвата гледишта субјекта, залажући се за микро-социолошки приступ. Констатујући да постоји мало ваљаности у истраживању које покушава да схвати друштвени свет објективно, Блумер је сматрао да објективна схватања друштва су суштински пристрасна друштвеном положају истраживача и зато имају малу емпиријску вредност. Да би се истински откриле друштвене реалности појединаца различитих од самога себе, посматрач мора бити свестан свог оквира и мора бити отворен различитим схватањима друштвене стварности.

### Макроструктуре и микроструктуре
Блумер је веровао да друштво није изграђено из макроструктура, већ да се његова суштина налази у микроструктурама, посебно у актерима и њиховим акцијама. Ове микроструктуре нису изоловане, већ се састоје из колективних деловања комбиновања, што је довело до концепта заједничке акције. Заједничка акција није само збир појединачних акција, већ има и свој карактер. Блумер није одбацио идеју макроструктуре, већ се фокусирао на концепт настајања – наше веће друштвене структуре настају из мањих. Блумер је признао да су макроструктуре битне, али оне имају изузетно ограничену улогу у симболичком интеракционизму. Стогја, он је тврдио да су макроструктуре мало више од „оквира“, у оквиру којих се одвијају веома важни аспекти друштвеног живота (акције и интеракције). Штавише, према Блумеру, макроструктуре су важне јер оне обликују ситуације у којима појединци делују и снабдевају актере одређеним скупом симбола који им омогућава да делују. Такође, није порекао структуре као што су култура и друштвени поредак. Све у свему, Блумер је рекао да су структуре великих размера оквири онога што је кључно у друштву, акцији и интеракцији. Он не пориче да друштвене структуре утичу на наше акције, већ само да оне не одређују наше акције.

### Технике за које се Блумер залагао
- Директно посматрање друштвеног живота.
- Интервјуисање и слушање људских разговора.
- Слушање радија и гледање телевизора.
- Читање новина.
- Читање дневника, писама и осталих писаних историјских извора о животу.
- Читање јавне евиденције.
- Проналажење добро обавештених учесника.[3]

### Социолошка анализа и „Променљива“
1952. Херберт Блумер је постао председник америчког социолошког удружења и његова председничка адреса је била његов рад „Социолошка анализа и 'Променљива'“. У свом раду, Блумер прича о недостацима променљивих анализа које види у друштвеним истраживањима. Херберт Блумер каже „постоји упадљив недостатак правила, водича, ограничења и забрана које управљају избором променљивих.“ Генерално је сматрао да променљива анализа треба да се пажљивије и прецизније погледа да би се видело да ли су променљиве тачне и повезане са социјалним истраживањем.
Генеричке променљиве које Блумер не сматра генеричким:
- Честа променљива која се залаже за класу објекта који је везан за одређену историјску и културну ситуацију.
- Апстрактне социолошке категорије. На пример – „социјална интеграција“.
- Посебан скуп услова класе. На пример – „године, време, ауторитет“.

Блумер верује да су ови недостаци озбиљни али не и пресудни, и да са повећањем искуства могу бити превазиђени. Ово је требало да испита колико добро је променљива анализа погодна за проучавање група у својим пуним димензијама.

### Блумерова критика Томаса и Знањецког
Године 1939., Блумер је објавио критике истраживања у друштвеним наукама: „Критика Томасовог и Знањецковог Пољског сељака у Европи и Америци“, критикујући популарну теорију тог времена. Блумер је тврдио да Томас и Знањецки нису успели да разликују став као субјективан и вредност као колективни друштвени чинилац. Рекао је да су наизменично користили термине и да је зато теорија непоуздана. Тешко је одвојити субјективне факторе и објективне корелације, јер се објективни свет среће само субјективним уласком у њега. Блумер је рекао:
„Ова шема изјављује да вредност која се јавља на претходно постојећи став доводи до стварања новог става, или став који се јавља у препостојећој вредности доводи до стварања нове вредности. Са терминима који су несигурни и који нису дисјунктивни, постојећи узрочни однос постаје сумњив.“
У закључку, Блумер је препознао да у друштву не постоји чиста разлика између става и вредности, и да чак и социјални теоретичари имају потешкоћа са разликовањем ова 2 термина.

### Колективно понашање
На основу рада Роберт Е. Парка, Блумер, у чланку из 1939., наглашава на нову област социологије: колективно понашање. Ова област је сада развијена и посвећена је истраживању колективног деловања и понашања која још није организована у виду институција или формације. Блумер је поготово био заинтересован за спонтаност колективне координације која настаје када нешто непредвиђено поремети стандардизовано понашање групе. Видео је комбинацију догађаја који прате такве феономене као кључне факторе у текућој трансформацији друштва.

## Однос са Џорџ Херберт Мидом
Блумер је познат по познанству са Џорџ Херберт Мидом. Он је био следбениг Мидовог рада о симболичком интеракционзиму и Мид је доста утицао на његов рад. Мид је пренео субјективно поље социјалне психологије на Блумера. Важна ствар коју је Блумер научио од Мида је да бисмо могли да разумемо значење друштвеног деловања, морамо се стављати на место других да бисмо истински разумели које друштвене симболе сматрају битним. Међутим, Блумер је одступао од Мидовог рада. Блумер је више био заговорник микро- фокусираних приступа социологији и фокусираних на субјективну свест и симболичких значења појединаца.

## Утицај Чарлс Елвуда
Слично Џорџ Миду, социолог Чарлс Елвуд је такође утицао на Херберт Блумера и симболички интеракционизам. Елвудове идеје се могу наћи у 4 области Блумеровог рада и симболичког интеракционизма: интеракционизам, методологија, емоције и понашање група. Концепти „интерстимулације и одговора“, „интеркомуникације“, „коадаптације“ функционишу у Елвудовој социјалној психологији на исти начин као и „самоиндикације“ и „интерпретације“ код Блумеровог симболичког интеракционизма. Постоји шест области у којима се поклапају Блумерова и Елвудова спомињања методологије: изучавање људског понашања у контексту, презир према начину физичке науке, разумевање испитаника, коришћење социологије да би се помогло човечанству, коришћење индуктивног резоновања и избегавање хипотеза. Гледајући њихове идеје о емоцијама, и Елвудове и Блумерове идеје баве се односима емоције и интеракције, Елвуд наводи, наш друштвени живот и друштвено понашање нису само уграђени у осећање, већ су вођени и контролисани од стране истог. Слично томе, Блумер наводи да је осећај својствен сваком друштвеном ставу. И Елвуд и Блумер су друштвени номиналисти и поставили су да је стварност сведена на својства појединаца и њихових међусобних односа.

## Научна критика Блумера
Многи су тврдили да је Блумерова теорија поједностављена и измењена верзија Мидове. Многе савремене позиције посматрају „Блумеријански интеракционизам“ као „стари шешир“, јер не узима у обзир пол (како тврде феминисткиње) и превише конзервативан. Такође је спорно да симболичка интеракција треба да усвоји план који узима у обзир пол, класу и расу. Осим тога, тврди се да перспектива социјалних конструкциониста Блумеријанског интеракционизма даје „надсоцијални“ начин људског живота, и игнорише наше несвесно.

### Теорија симболичке интеракције
- Много субјективна.[17]
- Превише наглашен свакодневни живот и социјална формација појединца док се игнорише друштвена структура.[28]
- Симболички интеракционизам скреће пажњу са утицаја које друштвене структуре (као што су држава, култура и економија) имају на понашање појединца.[17]
- Тежи да игнорише однос класа и ограничења донета од стране различитих друштвених класа.

### Перспективе емпиријског истраживања
- Методолошки доприноси се тешко спроводе у праксу.
- Пошто је Блумер одбио бихевиористички приступ проучавања значења, друштвена истраживања у области симболичког интеракционисте представљају емпиријске изазове.[2]